# Rhodophiala bifida
La azucenita roja o azucena sangre de buey (Rhodophiala bifida), es una especie de planta herbácea perenne y bulbosa.

## Distribución y hábitat
Es endémica de Argentina (provincia de Buenos Aires, y de Uruguay, en la costa de ríos.
Está amenazada por pérdida de hábitat.

## Descripción
Alcanza 15-30 cm de altura, tiene flores rojas oscuras, florece a fines del verano y comienzos del otoño. El follaje es brillante, hojas acintadas, verde oscuras. Resiste sequía. Acepta pH hasta de 7,8

## Sinonimias
Según el Real Jardín Botánico de Kew, los siguientes nombres son sinonimias del único nombre aceptado Rhodophiala bifida (Herb.) Traub (1953), Euclides 13: 156.
- Rhodophiala bifida var. spathacea (Herb.) Traub 1956 similar pero caduca (caducifolia), con flores rosas, magentas.[4]
- Rhodophiala bifida  subsp. aemantha Ravenna 1967
- Rhodophiala bifida  subsp. granatiflora (E.Holmb.) Ravenna 1970
- Rhodophiala bifida  var. pulchra (Herb.) Traub 1956
- Rhodophiala bifida  subsp. purpurea Ravenna 1970
- Rhodophiala bifida spathacea[5]